# Oenanthe diffusa
Oenanthe diffusa är en flockblommig växtart som beskrevs av Mariano Lagasca y Segura. Oenanthe diffusa ingår i släktet stäkror, och familjen flockblommiga växter. Inga underarter finns listade i Catalogue of Life.